# Campionati statunitensi di sci alpino 1979
Ai Campionati statunitensi di sci alpino 1979 furono assegnati i titoli di discesa libera, slalom gigante e slalom speciale, sia maschili sia femminili.
Trattandosi di competizioni valide anche ai fini del punteggio FIS, vi parteciparono anche sciatori di altre federazioni, senza che questo consentisse loro di concorrere al titolo nazionale statunitense.

## Risultati
| Specialità      | Uomini        | Donne             |
| --------------- | ------------- | ----------------- |
| Discesa libera  | Karl Anderson | Irene Epple       |
| Slalom gigante  | Phil Mahre    | Viki Fleckenstein |
| Slalom speciale | ?             | Cindy Nelson      |